# Aelurillus leipoldae
Aelurillus leipoldae är en spindelart som först beskrevs av Metzner 1999.  Aelurillus leipoldae ingår i släktet Aelurillus och familjen hoppspindlar. Inga underarter finns listade i Catalogue of Life.